# Vaso Vasić
Vaso Vasić (serbisch-kyrillisch Васо Васић; * 26. April 1990 in Leuggern) ist ein serbisch-schweizerischer Fussballtorhüter.

## Karriere

### Verein
Vasić begann seine Laufbahn in der zweiten Mannschaft des Grasshopper Club Zürich. Er kam zu insgesamt sieben Spielen für die Reserve der Grasshoppers in der damals drittklassigen 1. Liga. Im Sommer 2008 wechselte er zum Zweitligisten FC Winterthur. Am 21. Februar 2009, dem 16. Spieltag, gab er beim 0:0 gegen den Servette FC sein Profidebüt in der Challenge League. Nachdem er bis Saisonende insgesamt neun Mal für den FCW in der Challenge League zum Einsatz gekommen war, avancierte er in der folgenden Spielzeit 2009/10 zum Stammtorhüter und verpasste lediglich ein Ligaspiel. Nach der Rückkehr von Christian Leite, der in der Vorsaison an den FC Gossau verliehen war, fungierte er meist als Ersatztorhüter und bestritt in den folgenden eineinhalb Jahren insgesamt zehn Spiele in der zweithöchsten Schweizer Spielklasse. Im Februar 2012 wechselte er zum Drittligisten SC YF Juventus Zürich. Bis Saisonende spielte er 17-mal in der drittklassigen 1. Liga. Im Sommer 2012 schloss er sich dem FC Schaffhausen an. In seiner ersten Saison in Schaffhausen absolvierte er sämtliche 30 Spiele in der 1. Liga Promotion, der nun dritthöchsten Schweizer Liga, über die volle Spielzeit. Der Verein stieg als Meister in die Challenge League auf. In der folgenden Saison stand Vasić stand in 31 Partien in der Challenge League im Tor. 
Im Sommer 2014 kehrte er zum Superligisten Grasshopper Club Zürich zurück. Bei GCZ etablierte sich der Torhüter anfangs ebenfalls und spielte in seiner ersten Saison 27-mal in der Super League. Ab Anfang 2016 wurde er seltener eingesetzt. Er bestritt in seiner zweiten und dritten Saison in der Profimannschaft des Grasshopper Club insgesamt 38 Spiele in der höchsten Schweizer Spielklasse. In seiner vierten Spielzeit war er hinter der Nummer 1 Heinz Lindner Ersatztorhüter und kam lediglich zu einem Kurzeinsatz. Daraufhin wechselte er im Sommer 2018 nach Zypern zum Erstligisten Apollon Smyrnis. Vasić bestritt zwei Spiele in der First Division. Im Januar 2019 unterschrieb er einen Vertrag beim belgischen Erstligisten Royal Excel Mouscron. In den folgenden eineinhalb Saisons absolvierte er insgesamt 17 Spiele für die Belgier in der Division 1A. In der Saison 2020/21 kam er nicht zum Einsatz.
Zur Spielzeit 2021/22 kehrte er in die Schweiz zurück und schloss sich dem Superligisten FC Luzern an.

### Nationalmannschaft
Vasić bestritt fünf Spiele für die serbische U-21-Auswahl.